# Ordem da Estrela do Oriente

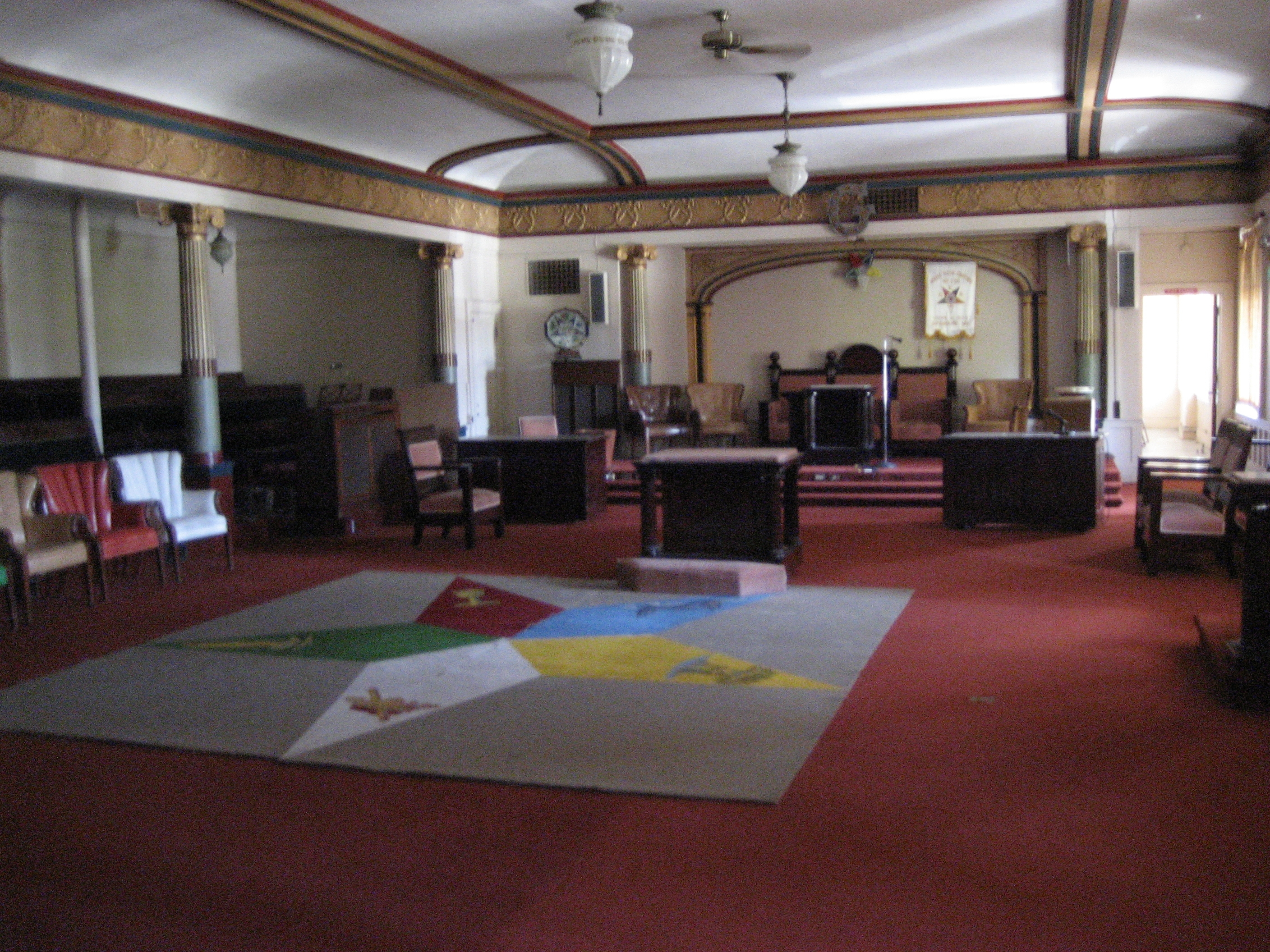
Interior de uma Loja da Ordem da Estrela do Oriente (Estados Unidos).

A Ordem da Estrela do Oriente é uma organização considerada Paramaçônica, instituída com a finalidade de congregar a família maçônica, sob o manto dos ensinamentos seculares de solidariedade, amor ao próximo, liberdade de expressão, liderança moral e intelectual e crença na existência de um Ente Supremo.

Existe entre seus membros um elo fraternal, fazendo-os cada vez mais unidos. Criando oportunidades de servir ao próximo sempre que for possível.
Um dos grandes objetivos da Ordem é dar suporte à Ordem Internacional do Arco-Íris para Meninas e a Ordem Internacional das Filhas de Jó, incentivando-as a Liderança, dentro de Valores Morais.
A Ordem foi fundada em 1850 por Robert Morris que nasceu em Massachusetts nos Estados Unidos, em 31 de agosto de 1818. Era Advogado e Professor universitário, Mestre-Maçom e Grão-Mestre do Estado de Kentucky.
A Estrela do Oriente expandiu-se e hoje está presente em vários países, como: nos Estados Unidos, na França, na Inglaterra, na Itália, na Espanha, na Alemanha, no México, no Panamá, nas Filipinas, no Japão, no Alaska, em Porto Rico, no Havaí, na Austrália, no Canadá, no Brasil, no Peru, e na Bolívia com aproximadamente 1.200.000 membros.
No Brasil, surgiu em 02 de Agosto de 1997, através dos Irmãos Alberto Mansur e Célia Mansur.
Eles se uniram a Irmãos e Cunhadas, de várias Lojas Maçônicas, da Grande Loja Maçônica do Estado do Rio de Janeiro. Esta união, após quase 3 anos de estudos sobre a Ordem, proporcionou a fundação de 4 Capítulos, no Estado do Rio de Janeiro, primeiros na América do Sul.  Os Capítulos: Electa #1, Rio de Janeiro #2, Grande Rio #4, na Cidade do Rio de Janeiro e, o Capitulo Charllote Mendenhall #3, na Cidade de Niterói. Tiveram como seus primeiros dirigentes os Maçons: Alberto Mansur e esposa, Arthur Domingues e esposa, Jorge Luiz de Andrade Lins e esposa e Luís Cosme dos Santos e esposa, respectivamente. Todos Capítulos foram patrocinados por Lojas Maçônicas reconhecidas e regulares: ARBLM Vigilantes da Lei 30 #76, ARLM Isabel Domingues # 109, ARBLM Progresso e Ordem 36 #58, ARLM Obreiros da luz #44, ARBLM Hiram #7.
Houve também importante participação e apoio do Supremo Conselho do Grau 33 do Rito Escocês Antigo Aceito da Maçonaria para Republica Federativa do Brasil, na fundação destes Capítulos. O seu atual Soberano Grande Comendador, Irmão Jorge Luiz de Andrade Lins, foi o tradutor dos rituais para a língua portuguesa.  
Muitos foram os maçons que se destacaram nos preparativos, dentre eles os Irmãos: Sidney Lace, Lyrio Bravin, Roberto Silveira, Valdir Barcellos Sixel, Arthur Domingues, Venâncio Igrejas, Jorge de Andrade Lins, Luís Cosme dos Santos, dentre muitos outros de igual importância. Parte destes incansáveis colaboradores foram iniciados na fundação e outros posteriormente. Poucos não iniciaram.
Além da tradução de rituais e entendimento dos trabalhos ritualísticos da Ordem, era necessário passar tudo isto junto as cunhadas, para especial compreensão.
Atualmente no Rio de Janeiro, existem 04 (quatro) Capítulos Legítimos: Electa #1 (Tijuca), Rio de Janeiro #2 (Jacarepaguá), Grande Rio #4 (Penha) e Nova Iguaçu #5 (Mesquita)
Estado de São Paulo _ Primeiro Grande Capítulo da OEO no Brasil.(complementar)
Para se tornar membro, é preciso ser esposa ou viúva, mãe, madrasta, bisavó, avó, sogra, filha, filha adotiva, neta, irmã, sobrinha, nora ou cunhada de Maçom, e ter no mínimo 18 anos de idade.
Os principais requisitos são:
Acreditar em um Ser Supremo;
Ser pessoa de boa Conduta Moral;
Ter consciência de bom relacionamento de amizade, fidelidade e irmandade para que possa fluir a Harmonia.
As reuniões são realizadas em Templos Maçônicos ou Salas Capitulares.
Para formar um Capítulo são necessários 40 membros, sendo 38 senhoras e 2 Mestres Maçons, com o patrocínio de uma ou mais Lojas Maçônicas regulares.